# Petra Kaster
Petra Kaster (* 1952 in Mülheim an der Ruhr) ist eine deutsche Zeichnerin und Cartoonistin.

## Leben
Nach dem Studium der Visuellen Kommunikation an der Folkwang Hochschule in Essen hat sie mit Zeichenfilm gearbeitet, als Editorin und Zeichnerin. Sie arbeitet auch als Illustratorin. 
Sie arbeitet für zahlreiche Magazine und Zeitungen, darunter Nebelspalter, Eulenspiegel - Cartoon der Woche, Badische Neue Nachrichten, Sächsische Zeitung, Mannheimer Morgen und Zitty. 

## Auszeichnungen
Im Jahr 2012 gewann sie den Deutschen Karikaturenpreis. Im Jahr 2015 gewann sie den 3. Preis des Bundesministerium für Familie, Senioren, Frauen und Jugend. 2019 erhielt sie den 2. Preis des Deutschen Cartoonpreises des Lappan Verlages im Carlsen Verlag und der Frankfurter Buchmesse. 2020 gewann sie den Publikumspreis für Karikatur der deutschen Zeitungsverleger. 2023 den 3. Publikumspreis beim Cartoonair in Prerow, ein Jahr später den 1. Publikumspreis.